# Tamiasciurus
Tamiasciurus is een geslacht van zoogdieren uit de familie van de eekhoorns (Sciuridae).

## Soorten
Er worden 3 soorten in dit geslacht geplaatst:
- Tamiasciurus douglasii (Bachman, 1839) – Douglaseekhoorn
- Tamiasciurus fremonti (Audubon & Bachman, 1853)
- Tamiasciurus hudsonicus (Erxleben, 1777) – Amerikaanse rode eekhoorn